# 杭氏隱帶麗魚
杭氏隱帶麗魚，為輻鰭魚綱鱸形目隆頭魚亞目慈鯛科的其中一種，分布於南美洲委內瑞拉的奧里諾科河、比查達河及哥倫比亞梅塔河流域，體長可達3.4公分，棲息在河川中底層水域，生活習性不明。

## 擴展閱讀
維基物種上的相關：杭氏隱帶麗魚